# خان العروس
خان العروس هو خان تاريخي يعود إلى عصر 1182، ويقع في القطيفة.